# ماريو مالوتشا
ماريو مالوتشا (بالكرواتية: Mario Maloča) هو لاعب كرة قدم كرواتي في مركز الدفاع، ولد في 4 مايو 1989 في زغرب في كرواتيا. شارك مع منتخب كرواتيا تحت 19 سنة لكرة القدم ومنتخب كرواتيا تحت 20 سنة لكرة القدم ومنتخب كرواتيا تحت 21 سنة لكرة القدم ومنتخب كرواتيا لكرة القدم. أما مع النوادي، فقد لعب مع ليخيا غدانسك وهايدوك سبليت.

## وصلات خارجية
- ماريو مالوتشا على موقع قاعدة بيانات كرة القدم.إي يو (الإنجليزية)
- ماريو مالوتشا على موقع ناشيونال فوتبول تيمز (الإنجليزية)
- ماريو مالوتشا على موقع Soccerway.com (الإنجليزية)
- ماريو مالوتشا على موقع عالم كرة القدم.نت (الإنجليزية)